# Венгерова, Паулина Юлиевна
Паулина Юлиевна (Полина Юделевна) Венгерова (нем. Pauline Wengeroff, урождённая Песя Юдковна Эпштейн; 1833—1916) — российская еврейская писательница и мемуаристка, публиковавшаяся на немецком языке. Мать Семёна, Изабеллы и Зинаиды Венгеровых.

## Биография
Родилась в 1833 году в городе Бобруйске Минской губернии в семье потомственного почётного гражданина Юделя (Юдки) Зимелевича Эпштейна (1806—1879) и Зельды Хаимовны Эпштейн (1808—?). У неё были братья Абрам (умер в детстве) и Афроим, старшие сёстры Хаше-Фейге и Хава (Ева). Дед, потомственный почётный гражданин Шимон-Зимель Эпштейн, также был строительным подрядчиком. Росла в Брест-Литовске и Минске; во время ревизских сказок 1850 и 1858 годов семья жила в Бобруйске. Значительное влияние на Паулину оказал её отец — богатый подрядчик, значительную часть своего времени посвятивший изучению Талмуда. В 1840-х — 1850-х годах отец издал два тома талмудических комментариев — «Кинмон Бойсем» и «Минхас Иегудо».
В 1850 году вышла замуж за Афанасия Леонтьевича (Хонона Лейбовича) Венгерова (ум. 1892), уроженца Конотопа, хозяйственного и общественного деятеля, который некоторое время был директором банка в Минске и с 1880 года до конца жизни служил в Городском совете. По спискам домовладельцев 1889 года, Афанасию Леонтьевичу Венгерову в Минске принадлежали дома № 10 и № 19 по Преображенской улице, дом № 4 по Сергеевской улице и дом № 7 на площади на пересечении улиц Немиги и Романовской слободы. В Минске вместе с мужем основали профессионально-техническое училище для бедных еврейских детей, где соблюдались еврейские традиции. В браке у них родилось девять детей — Изабелла, Фаина, Зинаида, Марк, Семён, Мария, Владимир, Елизавета.
С начала XX века и до 1914 года, когда началась Первая мировая война, Паулина Венгерова жила у своих сестёр в Германии, где написала и опубликовала на немецком языке ряд своих произведений, включая напечатанные в Берлине мемуары «Воспоминания бабушки. Очерки культурной истории евреев России в XIX в.» (1 том — 1908, 2 том — 1910). Затем вернулась в Минск, где умерла в 1916 году.
Мемуары Венгеровой полны уникальных свидетельств о частной, домашней жизни российского еврейства на протяжении трёх поколений XIX века. Их высоко ценили Густав Карпелес, Теодор Злоцисти, Соломон Шехтер. Перевод на русский язык, выполненный Эллой Венгеровой, опубликован в 2003 году и переиздан в 2017 году.

## Семья
Её старший брат Афроим (в эмиграции Эфраим Эпстайн, англ. Ephraim M. Epstein, 1829—1913) эмигрировал в Америку, где стал христианским миссионером и врачом, многолетним сотрудником журнала «The American Journal of Clinical Medicine». 
Племянник — шахматист С. З. Алапин. Двоюродный брат — банкир А. И. Зак.